# François Perrier (Geodät)
François Perrier (* 18. April 1833 in Valleraugue; † 20. Februar 1888 in Montpellier) war ein französischer General und Geodät

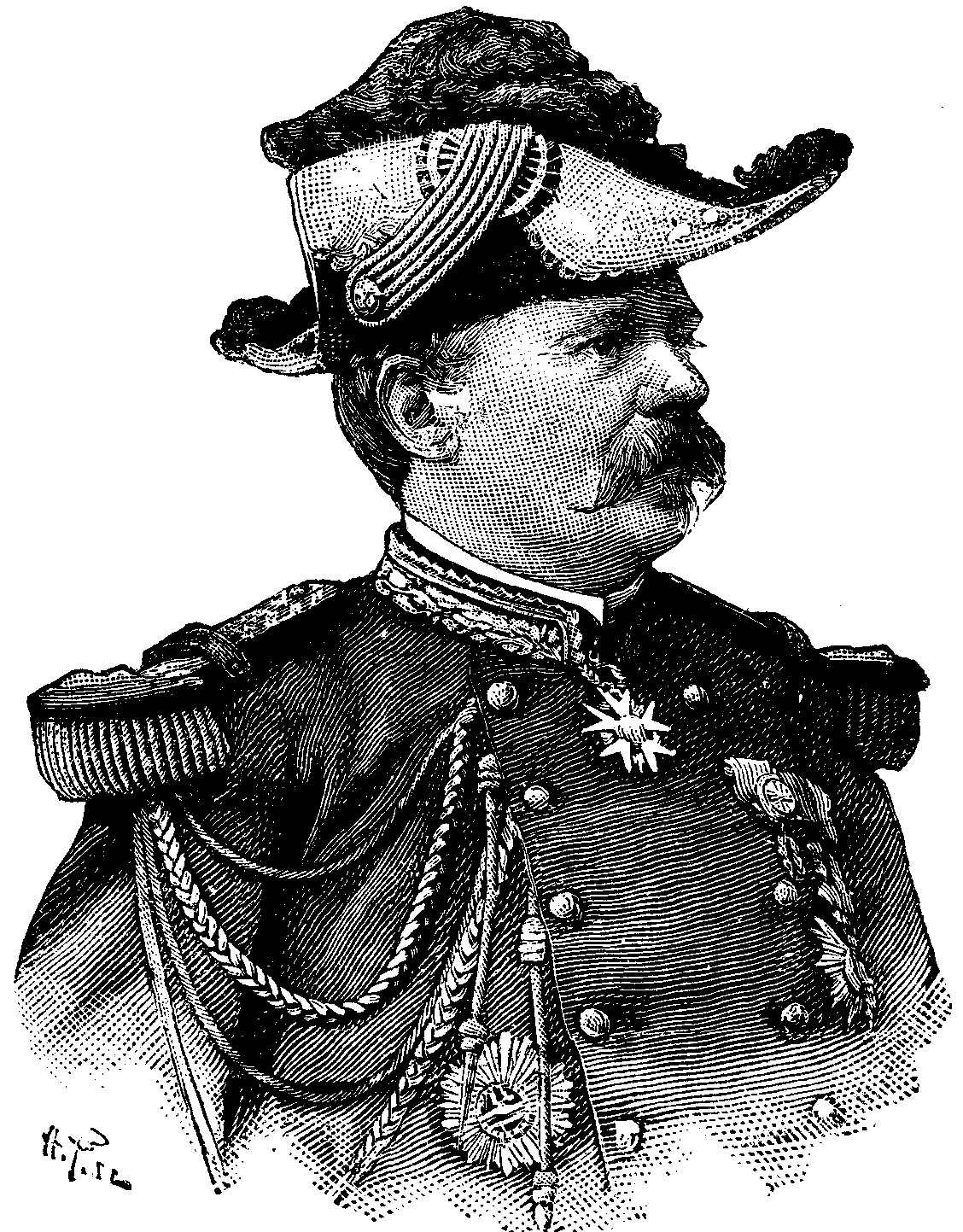
Perrier

Perrier stammte aus einer protestantischen Familie der Cevennen, ging in Nimes zur Schule und studierte 1853 bis 1857 an der École polytechnique. Danach war er beim Militär, ab 1860 als Capitaine, 1874 als Commandant der Kavallerie, 1879 Lieutenant-Colonel und 1887 als Général de brigade.
1861 veröffentlichte er Aufsätze über die Verträglichkeit der Triangulationen von England und Frankreich und 1865 über die Triangulation von Korsika.  1875 wurde er Mitglied des Bureau des Longitudes und 1879 wurde er Leiter des kartographischen Dienstes der französischen Armee. 1880 wurde er in die Académie des sciences gewählt und war Mitglied einer Kommission in Berlin, die die griechisch-türkische Grenze festlegen sollte. 1882 beobachtete er in Florida den Venustransit. Auch an der kartographischen Aufnahme von Algerien war er noch beteiligt.
Er ist einer der 72 Namen auf dem Eiffelturm. Er war Kommandeur der Ehrenlegion. Eine Straße in Nimes ist nach ihm benannt.